# Robert William Manners
Robert William Manners, (14 décembre 1781 - 15 novembre 1835) est un militaire britannique.

## Biographie
Il est le troisième fils de Charles Manners (4e duc de Rutland) et de Mary Somerset, fille de Charles Somerset (4e duc de Beaufort). Son frère Charles Manners et lui figurent parmi les soutiens financiers de leur ami George Brummell, alias "Beau" Brummell, lors de son long exil à Calais et à Caen. Robert commande le 10th Royal Hussars au cours de la campagne de Waterloo.
Avec une pause d'un an entre 1831 et 1832, il représente diverses circonscriptions situées dans les domaines familiaux au Parlement de 1802 jusqu'à sa mort.
Il est décédé subitement dans l'après-midi du 15 novembre 1835 au château de Belvoir, Leicestershire, et est enterré dans le mausolée du domaine.